# Milan Ohnisko

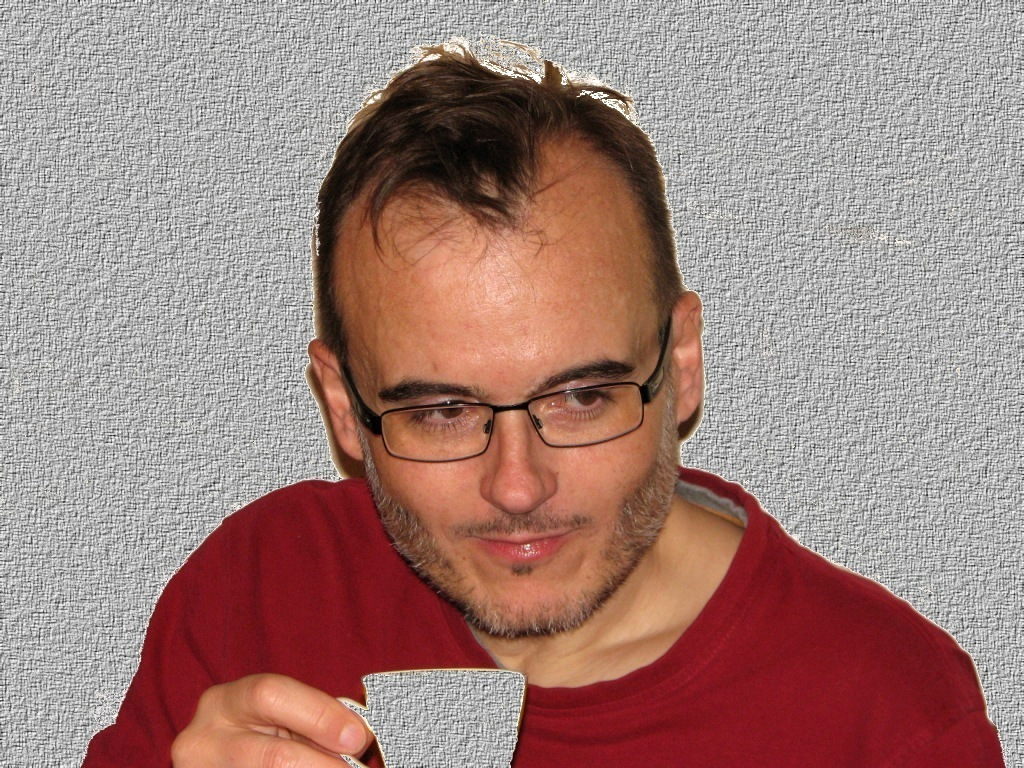
Milan Ohnisko

Milan Ohnisko, född 16 juli 1965 i Brno, Tjeckoslovakien, nu Tjeckien, är en tjeckisk diktare.

## Karaktäristik
Ohiniskos dikter är en blandning av naivitet som används som en ordlek i hans högt rationalistiska slagord och neodekadenta känslor av tragedi och quixotism om en främling som slåss mot grupptrycket. Han använder ofta en kombination av naivitet, ironi, humor och absurditet.